# Lijst van oorlogsmonumenten in Overbetuwe
De Nederlandse gemeente Overbetuwe heeft 15 oorlogsmonumenten. Hieronder een overzicht. Zie ook Lijst van Stolpersteine in Overbetuwe.
| Nr.                             | Object                                                                             | Herdachte groep                                                                                               | Ontwerper                                                   | Onthulling        | Type            | Locatie                                   | Plaats       | Coördinaten                   | Foto                                                                               |
| ------------------------------- | ---------------------------------------------------------------------------------- | --- | ----------------------------------------------------------- | ----------------- | --------------- | ----------------------------------------- | ------------ | ----------------------------- | ---------------------------------------------------------------------------------- |
| 471                             | Oorlogsmonument                                                                    | geallieerde militairen                                                                                        |                                                             |                   | plaquette       | Kerkstraat 27, 6665 CE                    | Driel        | 51° 57' 40" NB, 5° 48' 50" OL | Oorlogsmonument                                                                    |
| 1544                            | bevrijdingsmonument                                                                | algemeen, allen, geallieerde militairen, militairen in dienst van het Ned. Kon. 1940-1945, burgerslachtoffers | Ge Berns (17-10-1944)                                       | 24 september 1984 | beeld/sculptuur | Wilhelminaplein, 6671 AR                  | Zetten       | 51° 55' 40" NB, 5° 42' 53" OL | Meer afbeeldingen                                                                  |
| 1547                            | Plaquette in het NS-station                                                        | burgerslachtoffers                                                                                            | Ir. H.G.J. Schelling (ontwerp), H.J. Winkelman (uitvoering) | 22 november 1948  | plaquette       |                                           | Zetten       | 51° 55' 45" NB, 5° 42' 46" OL | Plaquette in het NS-station                                                        |
| 1548                            | Plaquette aan de Vluchtheuvelkerk                                                  | militairen in dienst van het Ned. Kon. 1940-1945                                                              |                                                             |                   | plaquette       | Bakkerstraat, 6671 AA                     | Zetten       | 51° 55' 50" NB, 5° 42' 50" OL | Plaquette aan de Vluchtheuvelkerk                                                  |
| 1549                            | De Ongelooflijke Patrouille                                                        | geallieerde militairen                                                                                        |                                                             | 24 september 1959 | overig          | Dorpsstraat 67, 6661 EL                   | Elst         | 51° 55' 7" NB, 5° 50' 41" OL  |                                                                                    |
| 1550                            | Monument voor de Gevallenen                                                        | allen |                                                             | 4 mei 1987        | gedenksteen     | Erfstraat 2                               | Randwijk     | 51° 57' 16" NB, 5° 42' 34" OL | Monument voor de Gevallenen                                                        |
| 1551                            | Monument voor het 7de bataljon van het Royal Hampshire Regiment                    | geallieerde militairen                                                                                        | Ch. Reeves, G. Graven                                       | 4 mei 1988        | plaquette       | Drielse Rijndijk                          | Driel        | 51° 57' 46" NB, 5° 48' 34" OL | Monument voor het 7de bataljon van het Royal Hampshire Regiment                    |
| 1552                            | Monument voor de Amerikaanse 101ste Luchtlandingsdivisie                           | geallieerde militairen                                                                                        |                                                             | 25 september 1982 | gedenksteen     | Drielse Rijndijk                          | Heteren      | 51° 57' 38" NB, 5° 46' 0" OL  | Monument voor de Amerikaanse 101ste Luchtlandingsdivisie                           |
| 1553                            | Engineers-monument                                                                 | geallieerde militairen                                                                                        | H. van den Brand                                            | 15 september 1989 | gedenksteen     | Vogelenzangsestraat, 6665 LL              | Driel/Arnhem | 51° 58' 14" NB, 5° 50' 9" OL  | Meer afbeeldingen                                                                  |
| 1554                            | Plaquette in het NS-station                                                        | burgerslachtoffers                                                                                            | Ir. H.G.J. Schelling (ontwerp), H.J. Winkelman (uitvoering) | 21 december 1948  | plaquette       |                                           | Elst         | 51° 55' 1" NB, 5° 50' 35" OL  |                                                                                    |
| 1555                            | Nationaal Monument voor de 1e Onafhankelijke Poolse Parachutisten Brigade          | geallieerde militairen                                                                                        | Jan Vlasblom                                                | 16 september 1961 | beeld/sculptuur | Polenplein, 6665 CD                       | Driel        | 51° 57' 40" NB, 5° 48' 50" OL | Meer afbeeldingen                                                                  |
| 1556                            | Bevrijdingsmonument                                                                | algemeen | Marina van der Kooi                                         | 17 september 1984 | beeld/sculptuur | Dorpsstraat 67, 6661 EL                   | Elst         | 51° 55' 7" NB, 5° 50' 43" OL  | Bevrijdingsmonument                                                                |
| 1557                            | Monument bij het gemeentehuis                                                      | burgerslachtoffers, verzet Nederland                                                                          | T.J. Jeukens                                                | 25 september 1946 | gedenkmuur      | Dorpsstraat 67, 6661 EL                   | Elst         | 51° 55' 8" NB, 5° 50' 44" OL  | Monument bij het gemeentehuis                                                      |
| 2847                            | Monument voor generaal-majoor Stanisław Sosabowski                                 | geallieerde militairen                                                                                        | Vivian Mallock                                              | 17 september 2006 | gedenksteen     | Polenplein, 6665 CN                       | Driel        | 51° 57' 40" NB, 5° 48' 50" OL | Meer afbeeldingen                                                                  |
| 3109                            | Monument 'Crossroads'                                                              | geallieerde militairen                                                                                        |                                                             |                   | beeld/sculptuur | Randwijkse Rijndijk, 6666 LM              | Heteren      | 51° 57' 34" NB, 5° 44' 35" OL | Monument 'Crossroads'                                                              |
| 3456                            | Indië-monument                                                                     | militairen in dienst van het Ned. Kon. na 1945                                                                | Nellie Elings-van Boeijen                                   | 7 december 1985   | plaquette       | Europaplein 1, 6673 BT                    | Andelst      | 51° 54' 20" NB, 5° 43' 37" OL | Meer afbeeldingen                                                                  |
|                                 | Monument ter ere van de Amerikaanse 101e Luchtlandingsdivisie, de Screaming Eagles | geallieerde militairen                                                                                        |                                                             | 1 oktober 2020    |                 | Logtsestraat bij 4                        | Elst         | 51° 55' 17" NB, 5° 48' 10" OL | Monument ter ere van de Amerikaanse 101e Luchtlandingsdivisie, de Screaming Eagles |
|                                 | Gedenksteen Johan Kosman                                                           | militairen in dienst van het Ned. Kon.                                                                        |                                                             |                   | plaquette       | Kerkstraat 27, 6665 CE                    | Driel        | 51° 57' 42" NB, 5° 48' 51" OL | Gedenksteen Johan Kosman                                                           |
|                                 | oorlogsgraf F.G.V. Adams                                                           | geallieerde militairen                                                                                        |                                                             |                   | graf            | NH kerkhof, Kerkstraat 8, 6665 CG         | Driel        | 51° 57' 44" NB, 5° 48' 41" OL | oorlogsgraf F.G.V. Adams                                                           |
|                                 | Erehof Elst                                                                        | militairen in dienst van het Ned. Kon. 1940-1945                                                              |                                                             |                   | graf            | RK Begraafplaats, Valburgseweg, 6661 ER   | Elst         | 51° 55' 9" NB, 5° 50' 13" OL  | Erehof Elst                                                                        |
|                                 | De Vleugel (Liberation)                                                            | algemeen |                                                             | 2014-03-14        | graf            | Frontlijn Pad/ Kampsestraat, 6662         | Elst         | 51° 55' 42" NB, 5° 52' 40" OL |                                                                                    |
|                                 | Vrede                                                                              | algemeen | Gé Berns                                                    | 1998              |                 | Vredesplein                               | Oosterhout   | 51° 52' 59" NB, 5° 49' 48" OL |                                                                                    |
| Dit oorlogsmonument op Wikidata | Stolpersteine                                                                      | vervolgden Nederland                                                                                          | Gunter Demnig                                               |                   | reliëf          | Zie:Lijst van Stolpersteine in Overbetuwe |              |                               | Meer afbeeldingen                                                                  |

## Overige monumenten
- Heteren herdenkt oorlogsgevechten in de Betuwe

Aalten ·
Apeldoorn ·
Arnhem ·
Barneveld ·
Berg en Dal ·
Berkelland ·
Beuningen ·
Bronckhorst ·
Brummen ·
Buren ·
Culemborg ·
Doesburg ·
Doetinchem ·
Druten ·
Duiven ·
Ede ·
Elburg ·
Epe ·
Ermelo ·
Harderwijk ·
Hattem ·
Heerde ·
Heumen ·
Lingewaard ·
Lochem ·
Maasdriel ·
Montferland ·
Neder-Betuwe ·
Nijkerk ·
Nijmegen ·
Nunspeet ·
Oldebroek ·
Oost Gelre ·
Oude IJsselstreek ·
Overbetuwe ·
Putten ·
Renkum ·
Rheden ·
Rozendaal ·
Scherpenzeel ·
Tiel ·
Voorst ·
Wageningen ·
West Betuwe ·
West Maas en Waal ·
Westervoort ·
Wijchen ·
Winterswijk ·
Zaltbommel ·
Zevenaar ·
Zutphen